# Do rio ao mar

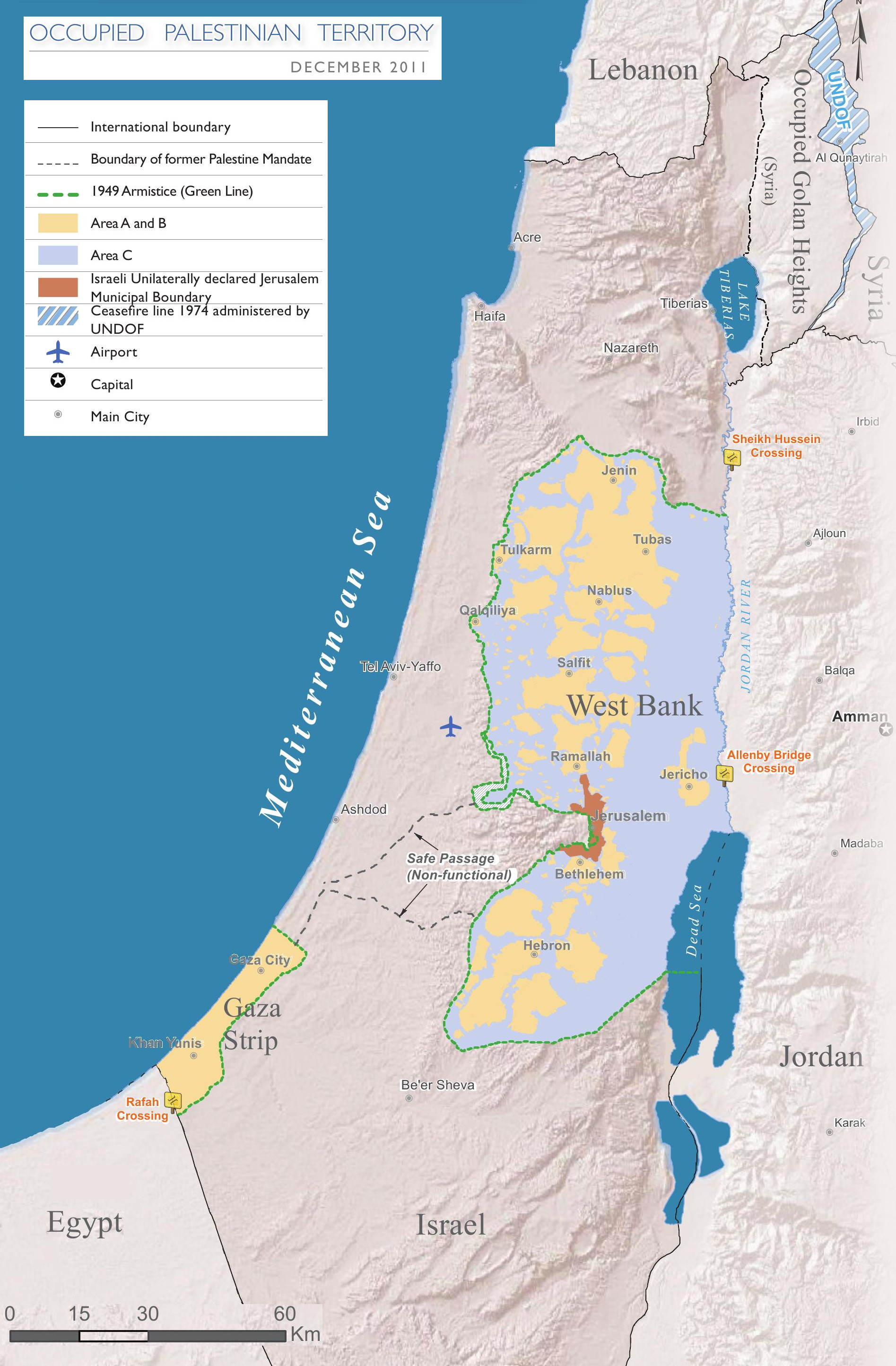
Mapa que mostra Israel e os Territórios palestinos, tal como definidos pelos Acordos de paz de Oslo. O rio Jordão está à direita e o Mar Mediterrâneo à esquerda

"Do rio ao mar" (árabe: من النهر إلى البحر, min an-nahr ʾilā l-baḥr; árabe palestino: من المية للمية, min il-ṃayye la-l-ṃayye;  inglês: from the river to the sea) é uma expressão política que se refere, geograficamente, à área entre o rio Jordão e o mar Mediterrâneo, uma região historicamente chamada Palestina, que hoje inclui Israel e os territórios palestinos da Cisjordânia ocupada e da Faixa de Gaza bloqueada. A frase e outras semelhantes têm sido utilizadas tanto por políticos palestinos quanto israelenses para significar que a área deve ser composta por um único Estado.
Na década de 1960, a Organização para a Libertação da Palestina (OLP) utilizou essa expressão para apelar ao que considerava ser um Estado “descolonizado”, abrangendo toda a região relacionada ao Mandato Britânico da Palestina. Em 1969, após várias revisões, a OLP usou a frase para apelar à criação de um único Estado democrático para árabes e judeus, que substituiria Israel.
Muitos ativistas pró-palestinos consideram-na “um apelo à paz e à igualdade” após décadas de domínio militar sobre os palestinos, enquanto muitos judeus a veem como um apelo à destruição de Israel. O Hamas usou a frase em sua carta de 2017 [en]. O uso dessa expressão por esses grupos militantes palestinos levou críticos a afirmar que ela defende o desmantelamento de Israel e a remoção ou extermínio de sua população judaica. Alguns países consideraram a possibilidade de criminalizar o seu uso como um apelo antissemita à violência.
Um dos primeiros slogans sionistas previa que o Estado se estendesse pelas duas margens do rio Jordão e, quando essa visão se revelou impraticável, foi substituída pela ideia de um Grande Israel, uma entidade concebida como se estendendo do Jordão até o mar. A frase também tem sido utilizada por políticos israelenses. O manifesto eleitoral de 1977 do partido de direita israelense Likud dizia: “Entre o mar e o Jordão, só haverá soberania israelense.” Expressões semelhantes, como referir-se à área ‘a oeste do rio Jordão’, também foram usadas mais recentemente por outros políticos israelenses, incluindo o primeiro-ministro israelense Benjamin Netanyahu em 18 de janeiro de 2024.

## Histórico do uso
As origens exatas da frase são controversas. Segundo o historiador americano Robin Kelley [en], a frase “começou como um slogan sionista que significava as fronteiras de Eretz Israel”. O historiador israelo-americano Omer Bartov observa que a utilização sionista dessa linguagem é anterior à criação do Estado de Israel em 1948 e começou com o movimento revisionista do sionismo, liderado por Ze'ev Jabotinsky, que defendia o estabelecimento de um Estado judeu em toda a Palestina e tinha uma canção [en] que incluía: “O Jordão tem duas margens; esta é nossa, e a outra também”, sugerindo um Estado judaico que se estendesse até além do rio Jordão. Em 1977, o conceito apareceu em um manifesto eleitoral do partido político israelense Likud, que afirmava que “entre o mar e o Jordão só haverá soberania israelense”. A ideologia atual do governo israelense em 2024 tem suas raízes no Sionismo Revisionista, que visava todo o território da Palestina sob mandato britânico.
O estudioso do Oriente Médio Elliott Colla [en] afirma que o contexto histórico relevante para compreender “do rio ao mar” é a história da divisão e fragmentação da Palestina, juntamente com a apropriação e anexação israelense de terras palestinas. Seguindo ainda na linha de interpretação de Elliott Colla, esses eventos incluem: o Plano da ONU para a partilha da Palestina de 1947, que propunha a divisão da terra entre o rio e o mar; a Nakba de 1948, quando esse plano se materializou; a Guerra dos Seis Dias (1967), quando Israel ocupou a Cisjordânia e Gaza; os Acordos de Oslo, que (na sua opinião) fragmentaram a Cisjordânia em enclaves palestinos (que ele descreve como “um arquipélago de Bantustões rodeado por colonatos, bases e postos de controle israelenses”); e o muro de separação israelense, erigido pela primeira vez após a Segunda Intifada.
Outro elemento de contexto histórico é fornecido por Maha Nassar, da Universidade do Arizona. Segundo ela, a frase “do rio ao mar” já era utilizada antes de 1967 e expressava a esperança dos palestinos de se libertarem não só do domínio de Israel, mas também do domínio da Jordânia na Cisjordânia e do domínio do Egito na Faixa de Gaza.
A utilização palestina dessa frase também não é clara. Kelley escreve que a frase foi adotada pela Organização de Libertação da Palestina (OLP) em meados da década de 1960, enquanto Elliott Colla observa que “não é claro quando e onde o slogan ‘do rio ao mar’ surgiu pela primeira vez na cultura de protesto palestina”. Em novembro de 2023, Colla escreveu que não encontrou a frase — nem em árabe padrão nem em árabe levantino — nos meios de comunicação revolucionários palestinos das décadas de 1960 e 1970 e observou que “a frase não aparece em nenhum lugar nas Cartas Nacionais Palestinianas de 1964 ou 1968, nem na Carta do Hamas de 1988”.
A carta de 1964 [en] do Conselho Nacional Palestino da OLP apelava à “recuperação da pátria usurpada em sua totalidade”. A Carta de 1964 afirmava que “os judeus de origem palestina serão considerados palestinos se estiverem dispostos a viver pacífica e lealmente na Palestina”, definindo especificamente “palestino” como aqueles que tinham “residido normalmente na Palestina até 1947”. Na revisão de 1968, a Carta foi modificada ainda mais, afirmando que “os judeus que tinham residido normalmente na Palestina até o início da invasão sionista” seriam considerados palestinos. Na revisão de 1969, a OLP prometeu a igualdade de cidadania a todos os judeus, incluindo os que haviam imigrado recentemente, se renunciassem ao sionismo. Assim, em 1969, a OLP usou a frase “Palestina livre do rio ao mar” para se referir a um único Estado secular e democrático que substituiria Israel.
Em 1979, a frase foi invocada pelos delegados que participaram no Congresso Palestino da América do Norte [en]. Colla observa que os ativistas da Primeira Intifada (1987-1993) “se lembram de ter ouvido variações da frase em árabe a partir do final da década de 1980” e que as frases foram documentadas em graffiti do período em obras como "Faśić", de Saleh Abd al-Jawad [en], e "Faṣāʾil al-ḥaraka l-waṭaniyya l-Filasṭīniyya fī l-ʾarāḍī l-muḥtalla wa-shuʿārāt al-judrān" (1991), de Julie Peteet, em “A escrita nas paredes: The Graffiti of the Intifada” (1996).
A frase apareceu em um relatório da B'Tselem de 2021 intitulado “A Regime of Jewish Supremacy from the Jordan River to the Mediterranean Sea: This Is Apartheid”, que descrevia o domínio de fato de Israel sobre o território desde o rio até o mar, por meio da ocupação da Cisjordânia e do bloqueio da Faixa de Gaza, como um regime de apartheid.

## Variações
O conceito de “do rio ao mar” apareceu em vários contextos de protesto pró-palestinos, normalmente como a primeira linha de um dístico rimado. A versão min an-nahr ʾilā l-baḥr / Filasṭīn sa-tataḥarrar (من النهر إلى البحر / فلسطين ستتحرر, “do rio ao mar / a Palestina será livre”) tem um foco na liberdade. A versão min il-ṃayye la-l-ṃayye / Falasṭīn ʿarabiyye (من المية للمية / فلسطين عربية, “de água em água / A Palestina é árabe”) tem um sentimento nacionalista árabe, enquanto a versão min il-ṃayye la-l-ṃayye / Falasṭīn islāmiyye (من المية للمية / فلسطين إسلامية, “da água para a água / A Palestina é islâmica”) tem um sentimento islâmico. De acordo com Colla, estudiosos da Palestina documentaram ambas as versões nos grafites do final da década de 1980, durante a Primeira Intifada. A frase “Do rio ao mar, a Palestina será livre” — a tradução de min an-nahr ʾilā l-baḥr / Filasṭīn sa-tataḥarrar — é a versão que circula entre os falantes de inglês que expressam solidariedade com a Palestina desde pelo menos a década de 1990.
Formulações semelhantes também foram usadas por sionistas e israelenses. Omer Bartov nota que a canção “The East Bank of the Jordan”, do líder sionista revisionista Ze'ev Jabotinsky, utilizava a formulação shtei gadót le-Yardén: zo shelánu, zo gam kan (שתי גדות לירדן: זו שלנו, זו גם כן, “o Jordão tem duas margens; esta é nossa, e a outra também”). O Partido Likud usou a formulação ben ha-yam le-Yardén tihyé rak ribonút israelít (בין הים לירדן תהיה רק ריבונות ישראלית, “entre o mar e o Jordão só haverá soberania israelense”). Mais recentemente, essa afirmação foi feita pelo primeiro-ministro israelense, Benjamin Netanyahu, em 18 de janeiro de 2024.

## Utilização

### Utilização por grupos militantes palestinos
O Hamas, como parte da sua carta revista de 2017 [en], rejeitou “qualquer alternativa à libertação total e completa da Palestina, do rio ao mar”, referindo-se a todas as áreas da antiga Palestina sob mandato britânico e, por extensão, ao fim da soberania judaica na região. O Movimento da Jihad Islâmica na Palestina declarou que “do rio ao mar — [a Palestina] é uma terra árabe islâmica que [está] legalmente proibida de abandonar qualquer centímetro, e a presença israelense na Palestina é uma existência nula, que está proibida por lei de reconhecer.” Os islamistas utilizaram uma versão “A Palestina é islâmica do rio ao mar.”

### Utilização pela extrema-direita israelense
A frase também foi utilizada pelo partido israelense Likud, no poder, como parte do seu manifesto eleitoral de 1977, que afirmava: “A Judeia e a Samaria não serão entregues a nenhuma administração estrangeira; entre o Mar e o Jordão haverá apenas soberania israelense.” Este slogan foi repetido por Menachem Begin. Uma expressão semelhante foi utilizada mais recentemente por outros políticos israelenses, como Gideon Sa'ar [en] e Uri Ariel [en], do partido Lar Judaico. Em 2014, Ariel afirmou: “Entre o rio Jordão e o mar Mediterrâneo haverá apenas um Estado, que é Israel.” A frase também foi utilizada pelo primeiro-ministro israelense, Benjamin Netanyahu, do Likud, em seus discursos. Uma formulação semelhante foi também utilizada mais recentemente por outros políticos israelenses.

### Utilização internacional

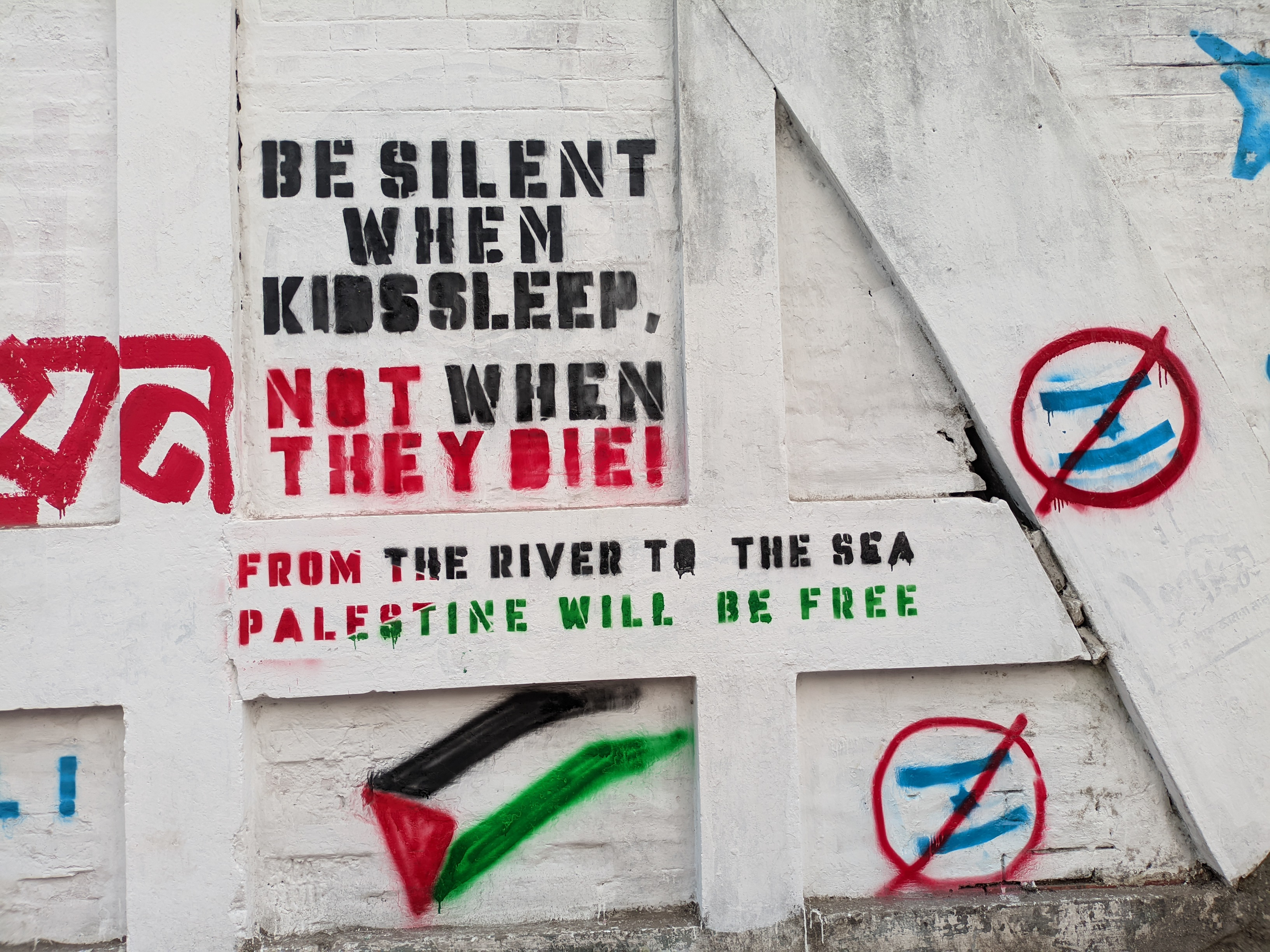
Graffiti no en, Bangladesh

Entre os materiais recuperados pelas forças americanas durante a operação que resultou na morte do fundador da al-Qaeda, Osama bin Laden, encontrava-se um discurso dirigido ao povo americano, no qual Bin Laden propunha garantias econômicas e de segurança em troca de um “roteiro que nos devolva a terra da Palestina, toda ela, do mar ao rio, uma terra islâmica que não pode ser negociada ou concedida a qualquer parte.”
Em 27 de setembro de 2008, o secretário-geral do Hezbollah, Hassan Nasrallah, declarou em um comício: “A Palestina, do mar ao rio, é propriedade dos árabes e dos palestinos e ninguém tem o direito de ceder nem um grão de terra ou uma pedra, porque cada grão da terra é sagrado. Toda a terra deve ser devolvida aos seus legítimos proprietários." O presidente iraniano Ebrahim Raisi, em 2023, utilizou a frase "A única solução é um Estado palestino do rio ao mar", o que significa que a única solução para o conflito seria a criação de um Estado palestino que englobasse todo o território de Israel e os territórios palestinos. Em 2003, o então presidente iraquiano Saddam Hussein, durante um discurso comemorativo do aniversário da criação do exército iraquiano, referiu-se ao povo palestino e ao conflito israelo-palestino, afirmando: “Viva a Palestina, livre e árabe, do mar ao rio.”
Em 30 de outubro de 2023, o deputado britânico Andy McDonald [en] foi suspenso do Partido Trabalhista do Reino Unido depois de ter afirmado, em um discurso em um comício pró-Palestina: “Não descansaremos enquanto não tivermos justiça, enquanto todas as pessoas, israelenses e palestinos, entre o rio e o mar, puderem viver em liberdade pacífica.” O partido descreveu o comentário de McDonald como “profundamente ofensivo.” McDonald disse na época: “Estas palavras não devem ser interpretadas de outra forma que não a pretendida, ou seja, como um apelo sincero ao fim das mortes em Israel, Gaza e na Cisjordânia ocupada, e para que todos os povos da região vivam em liberdade, sem a ameaça da violência.”
A partir de 1º de novembro de 2023, a Associação de Futebol do Reino Unido proibiu a utilização da frase por seus jogadores, afirmando que havia deixado claro às equipes “que esta frase é considerada ofensiva para muitos” e que a liga procuraria obter orientações da polícia sobre como tratá-la e como responder caso os jogadores a utilizassem. Em 5 de novembro, a Polícia Metropolitana de Londres deixou de trabalhar com um conselheiro que entoou o slogan durante um protesto, afirmando que ele parecia “antissemita e contrário aos nossos valores.”

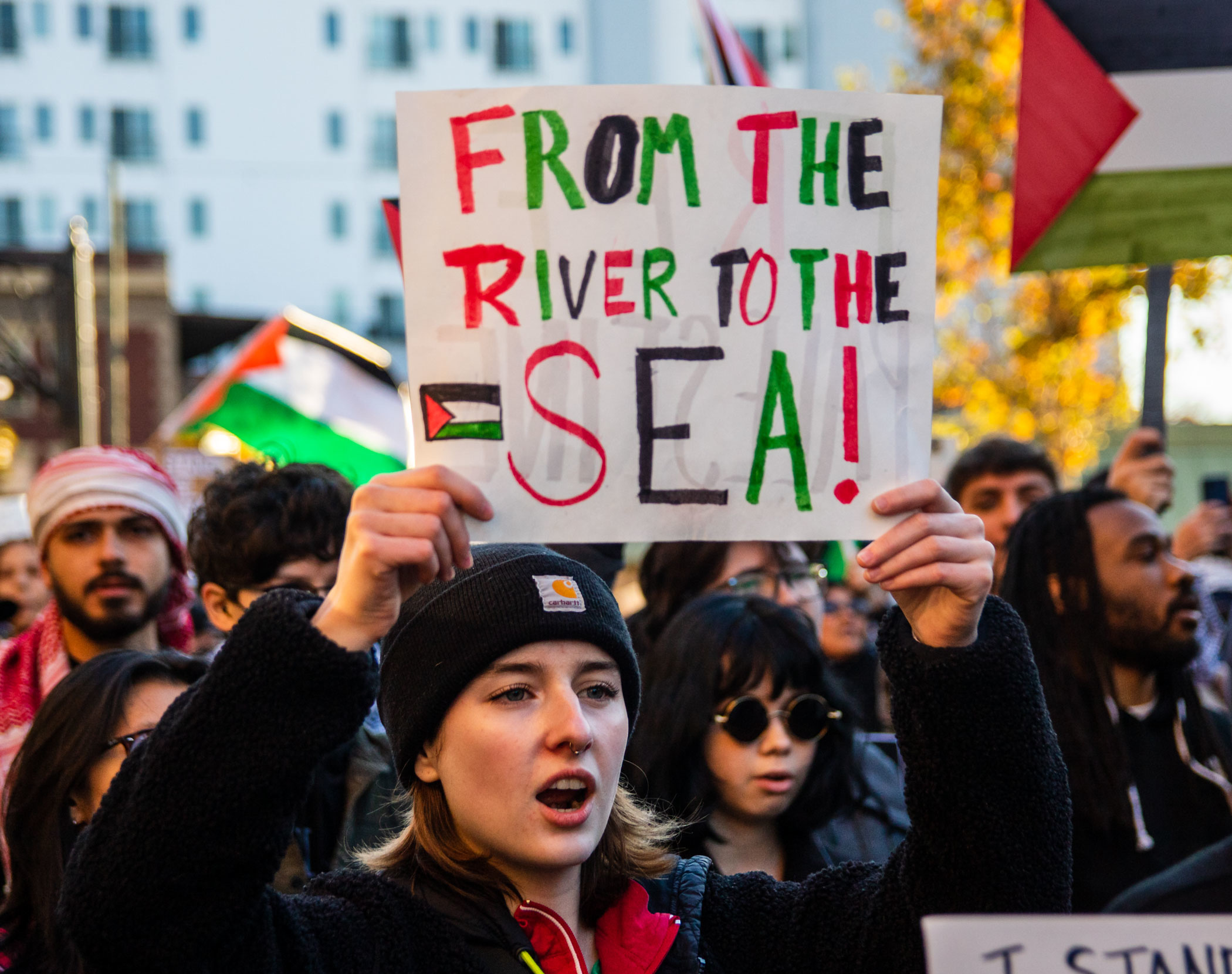
Manifestante pró- Palestina segurando um cartaz em Columbus, Ohio

Em 30 de novembro de 2018, a CNN demitiu o acadêmico americano Marc Lamont Hill do seu cargo de comentarista político, depois que ele fez um discurso nas Nações Unidas no Dia Internacional de Solidariedade com o Povo Palestino, que terminou com as palavras: “...temos uma oportunidade, não apenas de oferecer solidariedade em palavras, mas de nos comprometermos com a ação política, a ação popular, a ação local e a ação internacional que nos dará o que a justiça exige. E isso é uma Palestina livre, do rio ao mar.” A ADL acusou Hill de utilizar a frase “do rio ao mar” como um código para a destruição de Israel. Hill pediu desculpas, mas mais tarde tuitou: "Dizer que ‘do rio ao mar’ é ‘universalmente’ entendido como significando a destruição do Estado judaico? Em que se baseia para fazer esta afirmação? Significava destruição quando era o slogan do Partido Likud? Ou quando é atualmente utilizado pela direita israelense?"
Em 7 de novembro de 2023, a deputada americana Rashida Tlaib foi censurada pela Câmara dos Representantes, em parte por ter utilizado a frase, que Tlaib defendeu como “um apelo à liberdade, aos direitos humanos e à coexistência pacífica, e não à morte, à destruição ou ao ódio”. Antes da votação, o líder democrata da Câmara, Hakeem Jeffries, criticou a frase como algo que é “amplamente entendido como um apelo à destruição completa de Israel." Em 8 de novembro de 2023, a Casa Branca condenou Tlaib pela utilização da frase. A secretária de imprensa da Casa Branca, Karine Jean-Pierre, disse que “quando se trata da frase que foi usada, ‘do rio ao mar’, ela é divisiva, é dolorosa, muitos a consideram dolorosa e muitos a consideram antissemita,” e acrescentou que a Casa Branca “rejeita categoricamente a aplicação do termo ao conflito (2023 Israel-Hamas).”

### Utilização nas redes sociais
A frase tem sido utilizada nas redes sociais, incluindo no TikTok.
Em 15 de novembro de 2023, influenciadores e celebridades judaicas confrontaram os executivos do TikTok em uma ligação privada para pressioná-los a moderar o uso da frase na plataforma. Adam Presser, chefe de operações do TikTok, afirmou que apenas o conteúdo “onde está claro exatamente o que eles querem dizer... esse conteúdo é violador e nós o retiramos”, acrescentando que, se “alguém está apenas usando-o casualmente, então isso é considerado um discurso aceitável”. Em uma declaração, o TikTok afirmou que não são permitidos na plataforma conteúdos que utilizem a frase “de uma forma que ameace a violência e espalhe o ódio”. Um relatório da Fortune descreveu uma chamada adicional do Zoom [en] entre “cerca de 40 líderes tecnológicos, maioritariamente judeus”, incluindo Anthony Goldbloom [en], e executivos do TikTok, em 16 de novembro, alegando que o algoritmo da plataforma favorecia “conteúdos que apoiam a Palestina em detrimento de conteúdos pró-Israel” e pressionando a plataforma a “reexaminar as suas diretrizes comunitárias”, com a empresa rejeitando “comparações diretas” de hashtags na plataforma e afirmando que o desequilíbrio de conteúdos não resulta de “qualquer tipo de preconceito intencional ou não intencional nos seus algoritmos."
Em 17 de novembro de 2023, Elon Musk, o proprietário do Twitter, anunciou uma mudança de política, afirmando que os usuários que usassem termos como “descolonização” e “do rio ao mar”, ou expressões semelhantes, seriam suspensos. O anúncio de Musk foi feito após ele ter sido criticado por “endossar um post antissemita” na plataforma dois dias antes, e empresas como IBM, Comcast, Apple, Paramount Global, Disney e Lionsgate anunciaram uma pausa nos anúncios na plataforma.
Jonathan Greenblatt [en], o CEO da Liga Anti-Difamação, aplaudiu a ação de Musk em 17 de novembro, chamando-a de “uma medida importante e bem-vinda” e elogiando sua “liderança na luta contra o ódio.” A declaração de Greenblatt foi noticiada pelo The Guardian como parte de um esforço para ganhar influência na extrema-direita, e a chefe do Centro de Tecnologia e Sociedade (CTS) da ADL, Yael Eisenstat, se demitiu do seu cargo em protesto. Outros funcionários da ADL expressaram a sua oposição à ação de Greenblatt. A Rolling Stone afirmou que era “duvidoso” que os usuários do Twitter fossem suspensos por “repetirem qualquer uma das frases”. Noah Lanard, da Mother Jones, escreveu que a nova política “presumivelmente se aplicaria apenas àqueles que usam a frase [do rio ao mar] em apoio aos palestinos” e argumentou que Musk está “tentando encobrir o seu próprio fanatismo." Usuários pró-palestinos criticaram a nova política de Musk, argumentando que ele estava confundindo discurso político legítimo com “apelos à violência” e estava “limitando a liberdade de expressão.”
Em 4 de setembro de 2024, o Conselho de Supervisão da Meta publicou uma decisão que permite que a frase seja usada nas plataformas da Meta, argumentando que a frase por si só não viola as regras sobre “Discurso de ódio, violência e incitação ou organizações e indivíduos perigosos.”

### Utilização cívica

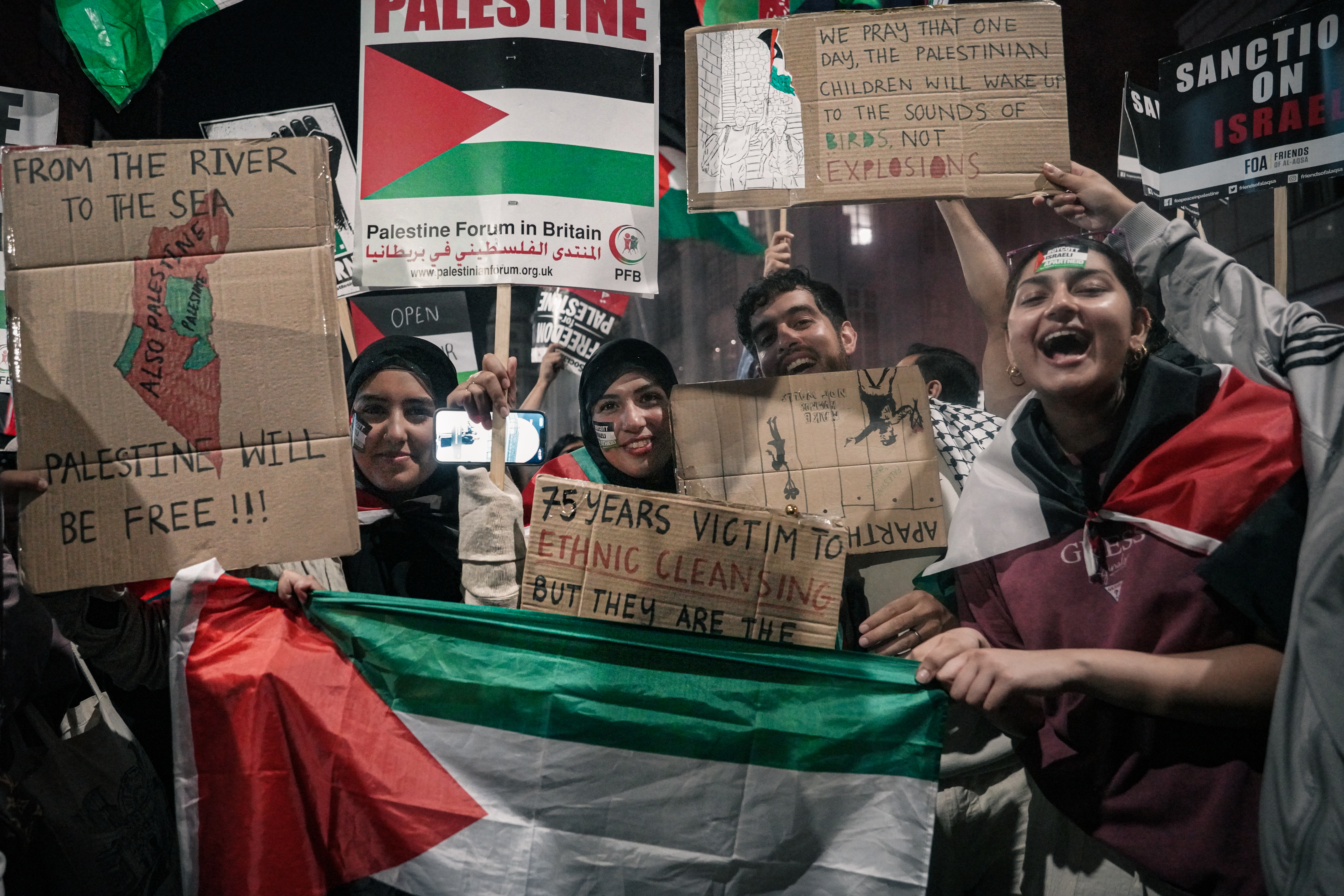
Comício pró- Palestina em Londres, 9 de outubro de 2023

A frase tem sido amplamente utilizada em movimentos de protesto pró-Palestina e frequentemente entoada em manifestações, geralmente acompanhada ou precedida pela expressão “A Palestina será livre” (embora a frase rime em inglês, não em árabe). As interpretações sobre seu significado variam entre os apoiantes. Numa sondagem realizada pelo Arab World for Research and Development em 14 de novembro, 74,7% dos palestinos concordaram em apoiar um Estado palestino único “do rio ao mar”, enquanto apenas 5,4% dos inquiridos defenderam uma solução de “um Estado para dois povos”.

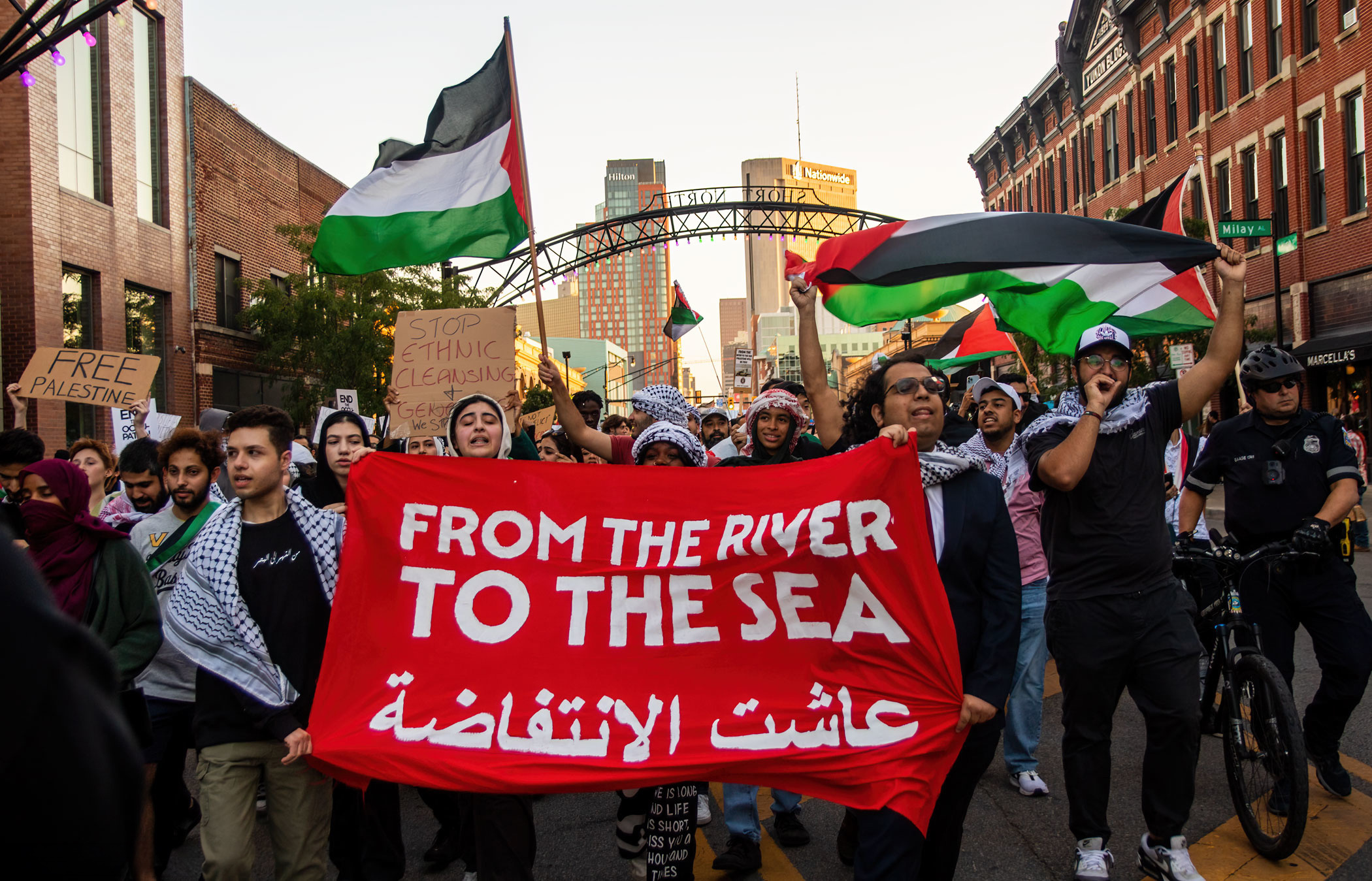
Comício pró-Palestina em Columbus, Ohio, 12 de outubro de 2023, com uma referência árabe à Intifada

Figuras cívicas, ativistas e publicações progressistas afirmam que a frase apela a uma solução de um só Estado: um Estado único e secular para toda a Palestina histórica, onde pessoas de todas as religiões tenham igual cidadania, em contraste com a solução de dois Estados, que prevê a coexistência de um Estado palestino ao lado de um Estado judeu. Esta utilização tem sido descrita como uma defesa do direito dos palestinos “a viverem livremente na terra, do rio ao mar”. O escritor palestino Yousef Munayyer [en] descreveu a frase como “uma réplica à fragmentação da terra e do povo palestinos pela ocupação e discriminação israelenses.” Outros disseram que a frase representa “a igual liberdade e dignidade do povo palestino.” Elliott Colla traça a primeira evidência do uso da frase na cultura de protesto palestiniana à Primeira Intifada (1987-1993), com documentação de graffiti do período.
Em 8 de novembro de 2023, a Amazon informou à Newsweek que não removeria mercadorias pró-palestinas, incluindo roupas com a frase, alegando que os itens não “violam nossas políticas”, que proíbem a venda de produtos que “promovem, incitam ou glorificam o ódio, a violência, a intolerância racial, sexual ou religiosa”.

## Críticas
Alguns políticos e grupos de defesa, como a Anti-Defamation League (ADL) e o American Jewish Committee [en], consideram a frase antissemita, discurso de ódio e incitamento ao genocídio,{refn|group=Notas|"Embora isso possa ser um reconhecimento tácito da existência de Israel, a revisão fica muito aquém do reconhecimento de Israel e reafirma os apelos à resistência armada para uma “libertação completa da Palestina, do rio ao mar”. [...] 'O Hamas está tentando enganar o mundo, mas não terá sucesso', disse uma declaração do gabinete do primeiro-ministro israelense. 'Diariamente, os líderes do Hamas pedem o genocídio de todos os judeus e a destruição de Israel.'"} sugerindo que ela nega o direito dos judeus à autodeterminação em sua pátria ancestral ou defende a sua remoção ou extermínio. Os críticos da frase afirmam que ela tem sido explicitamente usada para pedir que a terra seja inteiramente dominada pelos árabes, à custa do Estado de Israel e dos seus cidadãos judeus. O diretor regional da ADL, Jonah Steinberg, declarou que, desde a Guerra Árabe-Israelense de 1948, existia um slogan que dizia “empurrar os judeus para o mar” e que a frase “do rio ao mar” ecoa esse tropo de uma forma ameaçadora.
Steven Lubet [en] escreveu num artigo de opinião no The Hill [en] que, se as pessoas que promovem esse slogan estivessem realmente interessadas apenas na “liberdade, nos direitos humanos e na coexistência pacífica”, como afirmam, teriam mudado o slogan para “Do rio ao mar, os palestinos serão livres." Lubet também afirma que, de acordo com as normas do DEI, o racismo de um discurso pode ser determinado não apenas pela intenção do orador, mas, principalmente, pelo impacto que ele tem nas pessoas que se sentem ofendidas ou ameaçadas. Assim, conclui que, uma vez que a maioria dos judeus considera o slogan ofensivo e ameaçador, ele deve ser evitado, independentemente da verdadeira intenção dos que o entoam.
Segundo Susie Linfield, numa entrevista à revista Salmagundi [en], não há nada de errado em judeus e palestinos “procurarem a autodeterminação nacional”. Na sua opinião, o slogan “do rio ao mar” representa a falta de vontade de compromisso em relação à outra nação, no que diz respeito a uma solução de dois Estados, e que esta postura levou os dirigentes palestinos a rejeitarem o plano de partilha de 1947, perdendo tudo o que havia até então.
Em 9 de novembro de 2023, Claudine Gay, presidente da Universidade de Harvard na época, condenou a frase. No dia 17 de abril de 2024, Minouche Shafik [en], então presidente da Universidade de Columbia, afirmou que considera a frase antissemita, mas que algumas pessoas não a veem dessa forma. Poucos dias depois, em 16 de abril de 2024, a Câmara dos Representantes dos EUA aprovou uma decisão condenando o cântico como antissemita, com uma maioria de 377 votos a favor e 44 contra.
A Meta, proprietária das redes sociais Facebook e Instagram, analisou se a frase constituía um discurso aceitável ou proibido nas suas plataformas e concluiu que não, afirmando que “Ao defender as decisões da Meta de manter o conteúdo, a maioria do conselho observa que a frase tem múltiplos significados e é utilizada por pessoas de várias formas e com diferentes intenções”.
O historiador Richard Wolin [en] afirmou que a frase “subscreve implicitamente a eliminação de 9 milhões de israelenses por todos os meios necessários”.

### Resposta às críticas
O investigador de Oxford Ahmad Khalidi respondeu aos que o caracterizam como genocida, afirmando: “É perfeitamente possível que ambas as pessoas sejam livres entre o rio e o mar. Penso que qualquer pessoa razoável diria que sim. Isso exclui o fato de a população judaica na área entre o mar e o rio também não poder ser livre? Penso que qualquer pessoa razoável também diria que não.”
Escritores palestino-americanos, como Yousef Munayyer e Maha Nassar, professora da Universidade do Arizona, escreveram que as acusações de que a frase é um apelo ao genocídio se baseiam em pressupostos racistas e islamofóbicos sobre as intenções dos palestinos. Nadia Abu El Haj observa que os críticos que a caracterizam como “ameaçadora”, “intimidante” ou um apelo à “violência genocida” quando é utilizada em apoio da Palestina não fazem afirmações equivalentes quando é utilizada por israelenses.

Ao descrever as críticas à frase, o estudioso da política no mundo árabe Elliott Colla escreve:
É a primeira frase do slogan - "do rio ao mar" - que tem causado tanto furor. As instituições comunitárias judaicas dominantes, com destaque para a ADL e a AJC, têm insistido que esta frase é antissemita. Ao longo dos últimos anos, compuseram novas definições de antissemitismo que transformam muitas expressões comuns de solidariedade para com a Palestina em instâncias ipso facto de discurso de ódio anti-judaico... o slogan 'do rio ao mar' figura de forma proeminente nas suas acusações de discurso duplo antissemita.
Em 2021, mais de 200 académicos de várias áreas assinaram a Declaração de Jerusalém sobre o Antissemitismo [en]. A declaração discutiu manifestações comuns de antissemitismo, bem como quais tipos de discurso e comportamento são antissemitas e quais não são, especialmente no que diz respeito ao conflito Palestina-Israel. Segundo os autores, “entre o rio e o mar” não é antissemita.
Os académicos Amos Goldberg [en] e Alon Confino escrevem, em 2024, que, em geral, a expressão não exprime uma intenção genocida ou antissemita, mas que a sua utilização histórica articula estratégias políticas para a libertação da Palestina.

## Situação jurídica
Na sequência do ataque do Hamas a Israel em 2023, a ministra do Interior britânica na época, Suella Braverman, propôs que se processassem judicialmente as pessoas que utilizassem a frase em determinados contextos. Uma maioria do parlamento holandês declarou que a frase era um apelo à violência. No entanto, o poder judicial decidiu, em agosto de 2023, que a frase estava protegida por razões de liberdade de expressão, estando “sujeita a várias interpretações”, incluindo as que “dizem respeito ao Estado de Israel e possivelmente a pessoas com cidadania israelense, mas não dizem respeito a judeus devido à sua raça ou religião”. A decisão foi posteriormente confirmada pelo Supremo Tribunal dos Países Baixos [en]. Em maio de 2024, uma moção parlamentar que apelava à criminalização do slogan foi aprovada por uma maioria de um só voto. Consequentemente, é teoricamente possível instaurar processos por incitamento à violência e discurso de ódio ao utilizar o slogan; no entanto, os processos continuam a ser difíceis na prática.
No dia 11 de outubro de 2023, a polícia de Viena proibiu uma manifestação pró-palestiniana, invocando como justificação a inclusão da frase “do rio ao mar” nos convites. Os políticos austríacos também consideraram a possibilidade de declarar o uso da frase como uma ofensa criminal, tendo o chanceler austríaco, Karl Nehammer, afirmado que a frase seria interpretada como um apelo ao assassinato.
Em 5 de novembro de 2023, em Tallinn (Estônia), a polícia abriu um processo-crime contra cinco participantes numa manifestação que utilizaram a frase “Do rio ao mar, a Palestina será livre”. Em 11 de novembro de 2023, a frase foi proibida na Baviera (Alemanha), e o Ministério Público e a polícia da Baviera advertiram que, a partir de agora, seu uso, independentemente do idioma, será considerado como o uso de símbolos de organizações terroristas. Apesar de uma reportagem de 28 de janeiro de 2024 da CNN, a frase não foi considerada ilegal em toda a Alemanha. Em 22 de março de 2024, o Tribunal Administrativo de Hesse decidiu contra uma interdição do município de Frankfurt e permitiu a utilização da frase durante uma manifestação no mesmo dia.
Subsequentemente, no dia 16 de novembro de 2023, foi noticiado que os utilizadores da frase poderiam ser alvo de processo penal na Chéquia. Em 17 de novembro de 2023, foi noticiado que o processo de um homem acusado pela polícia de Calgary, no Canadá, por usar a frase, havia sido suspenso.
Em 16 de abril de 2024, a Câmara dos Representantes dos EUA aprovou uma resolução condenando a frase como antissemita, com 377 votos a favor, 44 contra e 1 ausente. A resolução resultou da controvérsia em torno da publicação do vídeo de Rashida Tlaib com a frase. Tlaib, que votou contra a resolução, defendeu a frase como uma aspiração à liberdade. Embora alguns democratas considerassem a resolução divisiva, muitos apoiaram-na devido a preocupações com o antissemitismo.